# Христіан Готфрід Даніель Ніс фон Ізенбек
Христіан Готфрід Даніель Ніс фон Ізенбек (нім. Christian Gottfried Daniel Nees von Esenbeck; 14 лютого 1776 — 16 березня 1858) — видатний німецький ботанік, лікар, зоолог та філософ.
Він описав приблизно 7000 таксонів рослин (майже стільки ж, скільки Карл Лінней).

## Біографія
Народився в замку Райгенберг близько Райгельсгайма. Його батьком був графський слуга Йоганн Конрад Ніс, а матір звали Катаріна Фридерика Доротея Ізенбек.
З юнацьких років цікавився наукою і після отримання початкової освіти у Дармштадті продовжив навчання у Єнському університеті та отримав там науковий ступінь з медицини у 1800 році.
Певний час він займався медициною, був практикуючим лікарем, але його інтерес до ботаніки все більш зростав, і зрештою він повернувся до академічних досліджень. У 1816 році став членом Академії Леопольдина, яка в той час була одним з найпрестижніших наукових закладів у Європі.
У 1817 році був призначений професором ботаніки в Університет Ерлангена—Нюрнберга. Три роки по тому він став професором природознавства Боннського університету, де організував Botanische Gärten der Friedrich-Wilhelms-Universität Bonn. У 1831 він був призначений на посаду ботаніка університету Бреслау, де очолював ботанічний сад. У 1818 був обраний президентом Академії Леопольдина і залишався на цій посаді до кінця свого життя. Його останнім офіційним актом на посаді президента німецької Академії Леопольдина було прийняття Чарлза Дарвіна членом Леопольдини як повноправного академіка.
Іноземний член Баварської АН (1835).
У 1848 році він став проявляти політичну активність та брав участь у заснуванні робітничої спілки у Бреслау (Вроцлав). 23 серпня він як президент Берлінського робочого конгресу (Berliner Arbeiterkongresses) був обраний депутатом у Прусські національні збори. За ним постійно спостерігала поліція через його «соціально-політичні» лекцій, які він читав навесні 1849 року. У 1851 році через конфлікти з урядом був позбавлений професорства та пенсії у Бреслау.
Помер сім років потому 16 березня 1858 року у надзвичайній бідності.
Він був старшим братом ботаніка Теодора Фрідріха Людвіга Ніса фон Ізенбека (1787—1837).

## Вшанування
- На його честь названо роди рослин:
  - Esenbeckia H.B.K. родини Рутові (Rutaceae)
  - Neesiella Schiff. з відділу Печіночники (Hepaticae)

- Інститут Nees-Institut für Biodiversität der Pflanzen Universität Bonn названо на честь Христіана Ніс фон Ізенбека.

## Наукові праці
- De Cinnamomo disputatio (1843)
- Agrostologia brasiliensis (1829)
- Genera et species Asterearum (1833)
- Systema Laurinarum (1836)
- Florae Africae australioris illustration monographicae Gramineae (1841)
- Die Algen des süßen Wassers, nach ihren Entwickelungsstufen dargestellt (1814)
- Das System der Pilze und Schwämme (1816)
- Naturgeschichte der europäischen Lebermoose mit Erinnerungen aus dem Riesengebirge (1833-38, 4 тома)
- Bryologia germanica (співавтори: нім. Christian Friedrich Hornschuch та нім. Jacob Sturm, 1823-31, 2 томи із 43 таблицями)
- Synopsis hepaticarum (співавтори: нім. Carl Moritz Gottsche та нім. Johann Lindenberg, 1844—1847)
- Hymenopterorum Ichneumonibus affinium monographiae (1834, 2 томи)
- System der spekulativen Philosophie, Band 1
- Die Naturphilosophie (1841)
- Die allgemeine Formenlehre der Natur (1852)
- Vorlesungen zur Entwickelungsgeschichte des magnetischen Schlafs und Traums (1820)